# Фитингоф-Шель, Борис Александрович
Барон Борис Александрович Фитингоф-Шель (14 [26] августа 1829, Моршанск — 13 [26] сентября 1901, Санкт-Петербург) — русский композитор и музыкальный критик.

## Биография
Родился 14 (26) августа 1829 года в Моршанске, где его отец барон Александр Федорович (Александр Адам Иоганн) Фитингоф-Шель (крещён 20.11.1794 — 1862?) был городничим. Мать — Софья Поликарповна Папкова происходила из тамбовского дворянского рода Папковых, дочь генерал-майора Поликарпа Афанасьевича Папкова (1756—1817), племянница П. А. Папкова. У него были братья: Николай (1826—?), Модест (1835—12.08.1897) и Алексей (17.03.1836—1907), а также сестра Аделаида (1838—1913).
Служил в армии, по одним источникам в артиллерии, по другим в кавалерии (возможно, в конной артиллерии?). Ушёл в отставку штабс-капитаном, после чего занялся музыкой.
Игре на фортепиано научился у матери, которая была ученицей Джона Филда. Брал уроки также у Адольфа фон Гензельта; теорию композиции изучал у Жан Фогта, а также пользовался советами А. С. Даргомыжского. Инструментовку изучал самостоятельно, используя учебники Маркса и Фетиса.
Написал ряд опер и балетов, поставленных в Петербурге. Тогдашняя критика отмечала как талантливость композитора, так и недостаточную их проработанность. Как музыкальный критик публиковался в «Московских Ведомостях» и других изданиях. Написал книгу воспоминаний «Мировые знаменитости (1848—1898 гг.)», которая вышла отдельным изданием в Санкт-Петербурге в 1899, а также по главам печаталась в «Московских ведомостях». В книге рассказывается о встречах автора с М. И. Глинкой, А. С. Даргомыжским, Г. Берлиозом и др.

## Произведения
- опера «Мазепа» по поэме А. С. Пушкина «Полтава», премьера в 1859 г. в Петербургском Большом театре. Опера была поставлена в московском Большом театре в 1866 г. и в Киеве в 1879 г. Некоторые исполнители: Любовь Кочубей — Э. Лилеева (Петербург), Орлик- В. Васильев (Петербург), Казак Поливода — Д. М. Леонова (Петербург), Мария — А. Д. Александрова-Кочетова (Москва). Опера подвергнута критике в статье композитора А. Серова: Мазепа. Опера барона Б. А. Фитингофа, «Театральный и музыкальный вестник», 1859, No 18.
- опера «Тамара» по либретто В. А. Соллогуба на тему поэмы М. Ю. Лермонтова «Демон», премьера 1886, Мариинский театр. В роли Демона — П. Б. Борисов, Тамара — Э. К. Павловская.
- опера «Жуан ди-Тенорио» или «Статуя командора» по пьесе А. К. Толстого, премьера 1888, Мариинский театр. В роли Дона Октавио — Г. П. Угринович
- фантастический балет в 3 актах, 4 картинах «Гарлемский тюльпан», премьера 4 октября 1887, в Мариинском театре, балетмейстеры Л. И. Иванов и М. И. Петипа, сценарий Л. И. Иванова, декорации — Г. Левот, костюмы — Е. П. Пономарёв . В ролях: Эмма — Э. Бессоне (позднее Э. Корнальба, К. Брианца, А. Х. Иогансон, В. А. Трефилова), Питерс — П. А. Гердт, Андрес — А. Ф. Бекефи
- Фантастический балет в 3 актах «Золушка», сценарий Л. А. Пашковой на сюжет сказки Ш. Перро. Премьера 5 декабря 1893, в Мариинском театре, балетмейстеры М. И. Петипа, Л. И. Иванов, Э. Чеккетти, художники М. И. Бочаров, Г. Левот, М. А. Шишков, дирижёр Р. Е. Дриго; Сандрильона — П. Леньяни, принц Шарман — П. А. Гердт, Король — Н. С. Аистов, Камергер — А. Д. Булгаков.
- оратория «Иоанн Дамаскин» исполнялась певцом В. М. Самусем
- опера «Олоферн» 1883 — не исполнялась
- опера «Мария Стюарт» не окончена
- опера «Heliodora».- не окончена
- оратория Stabat Mater 1876;
- поэма для оркестра «Бахчисарайский фонтан»
- музыкальные картины «Дон Кихот», «Джинны» (по В. Гюго),
- Народные сцены, фантастическая сюита; пьесы для фортепиано и для виолончели, около 70 романсов, духовные песнопения.

## Семья
Был женат дважды.
Первой женой была Софья Михайловна Веригина (1 сентября 1822 — 14 апреля 1879, похоронена в Санкт-Петербурге), дочь генерал-майора Михаила Федотовича Веригина (1771—14.01.1848), племянница статс-дамы Натальи Федотовны Плещеевой (1768—1855), вдовы вице-адмирала Сергея Плещеева. Некоторые из их детей:
- Александр Борисович (1855—31.12.1926), дипломат, посол в Багдаде, Греции, во Флоренции. Был женат (с 1900 г.) на графине Софье Ивановне Рибопьер (15.03.1849—8.06.1919) — дочери графа Ивана Александровича Рибопьера (25.11.1817—6.02.1871) и княгини Софьи Васильевны Трубецкой (1823—1893); внучке графа Александра Ивановича Рибопьера.
- Вадим Борисович (1858—1859)
- Мария Борисовна, замужем за кн. Александром Павловичем Урусовым (1843—1897)

Второй женой была вдова Григория Матвеевича Толстого (25.01.1816—23.02.1870) Ольга Павловна Толстая, урожденная Дегай (1845 — 14 февраля 1910, Санкт-Петербург; похоронена на Новодевичьем кладбище), дочь Павла Ивановича Дегая (1792—1849) и Анны Николаевны Депрерадович. Дети:
- Георгий Борисович (11.01.1882 — ?)
- Татьяна Борисовна